# Kersten Wolters
Kersten Wolters (* 20. Juli 1965 in Hamburg-Horn) ist ein ehemaliger deutscher Leichtathlet.

## Werdegang
Wolters trat für die LG Hammer Park an.
Im Dreisprung wurde er bei den Deutschen Meisterschaften im Freien 1989 und 1990 Zweiter sowie 1992 nach beinahe einjähriger Verletzungspause Dritter, in der Halle erreichte er bei den Deutschen Meisterschaften 1987, 1989 und 1989 ebenfalls zweite Plätze, 1988 wurde er Dritter. Am 1. Juli 1990 stellte Wolters in Essen mit 16,70 Meter einen neuen Hamburger Landesrekord im Dreisprung auf. Ende Juni 1989 gelangen ihm bei einem Länderkampf in Birmingham sogar 16,89 Meter, die wegen zu starken Rückenwinds aber nicht als Bestweite anerkannt wurden.
Wolters nahm im Dreisprung 1988, 1989 und 1990 an den Halleneuropameisterschaften teil. Seine beste EM-Platzierung war der neunte Rang, den er 1990 in Glasgow mit einer Weite von 16,15 Metern erreichte.
Er bestritt ebenfalls Wettkämpfe im Weitsprung, Wolters’ Bestleistung in dieser Disziplin waren 7,32 Meter, die ihm Ende August 1983 in Schwechat gelangen.
Während seiner Leistungssportlaufbahn war Wolters beruflich bei der Vereins- und Westbank als Programmierer tätig.